# Pattan
Pattan là một thị xã và là nơi đặt ủy ban khu vực quy hoạch (notified area committee) của quận Baramula thuộc bang Jammu và Kashmir, Ấn Độ.

## Địa lý
Pattan có vị trí 34°10′B 74°34′Đ / 34,17°B 74,57°Đ Nó có độ cao trung bình là 1553 mét (5095 feet).

## Nhân khẩu
Theo điều tra dân số năm 2001 của Ấn Độ, Pattan có dân số 11.409 người. Phái nam chiếm 52% tổng số dân và phái nữ chiếm 48%. Pattan có tỷ lệ 37% biết đọc biết viết, thấp hơn tỷ lệ trung bình toàn quốc là 59,5%: tỷ lệ cho phái nam là 44%, và tỷ lệ cho phái nữ là 28%. Tại Pattan, 14% dân số nhỏ hơn 6 tuổi.